# Salvia munzii
Salvia munzii là một loài thực vật có hoa trong họ Hoa môi. Loài này được Epling miêu tả khoa học đầu tiên năm 1935.

## Hình ảnh

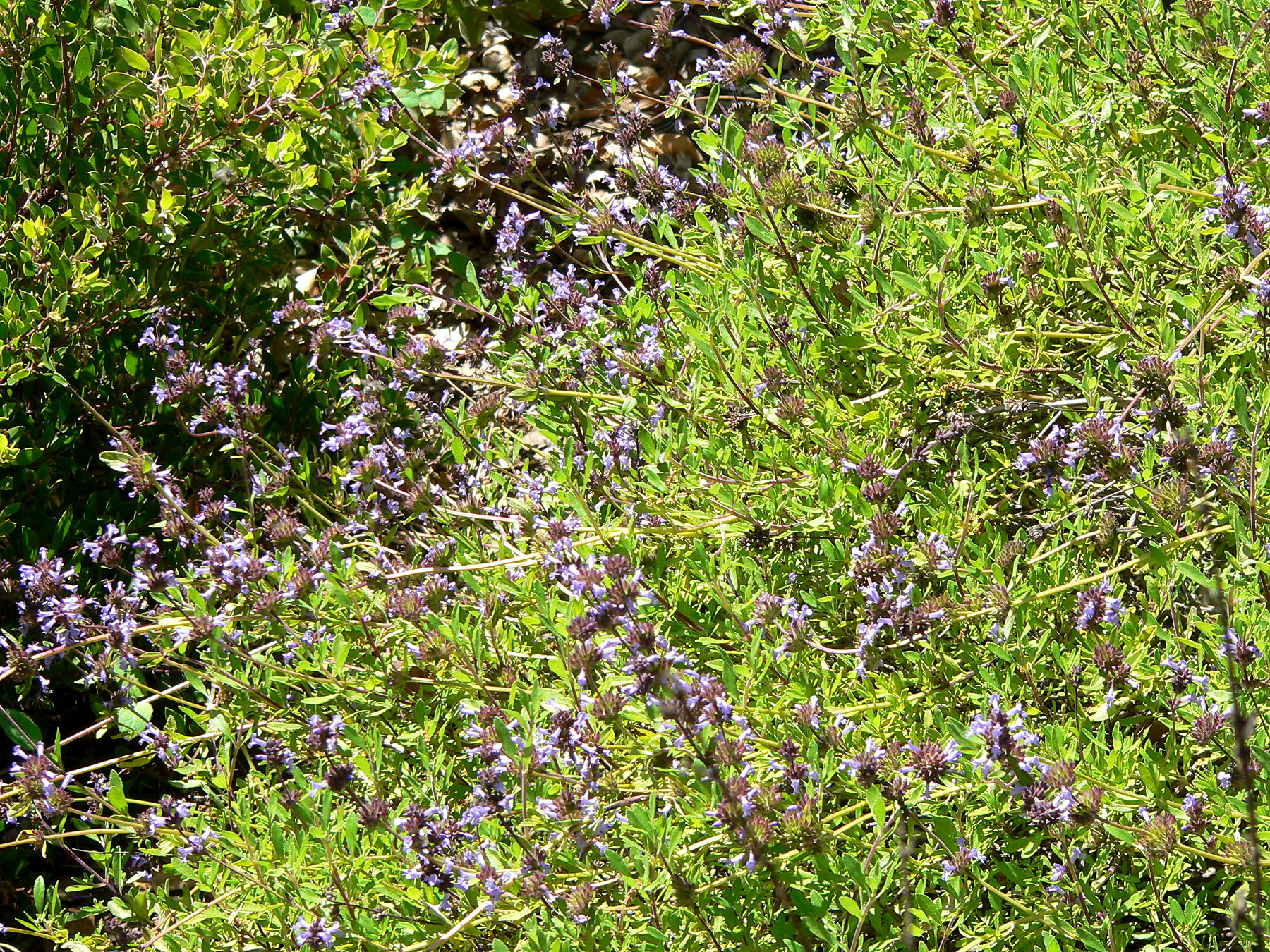
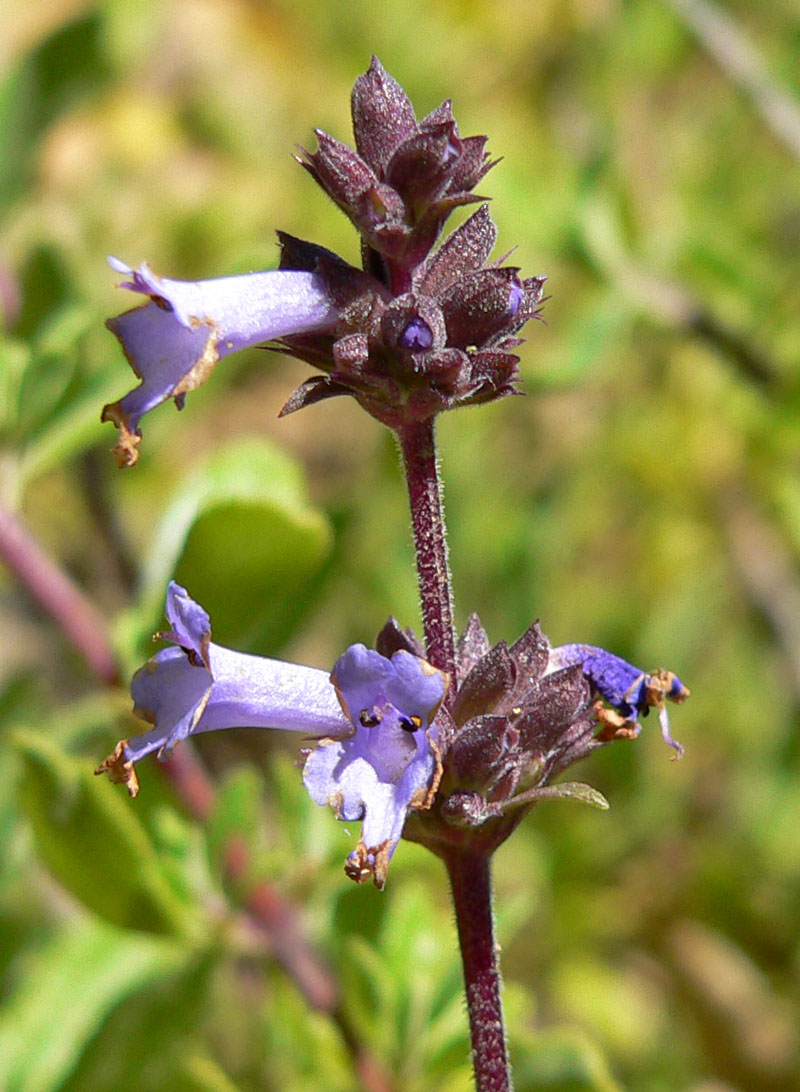
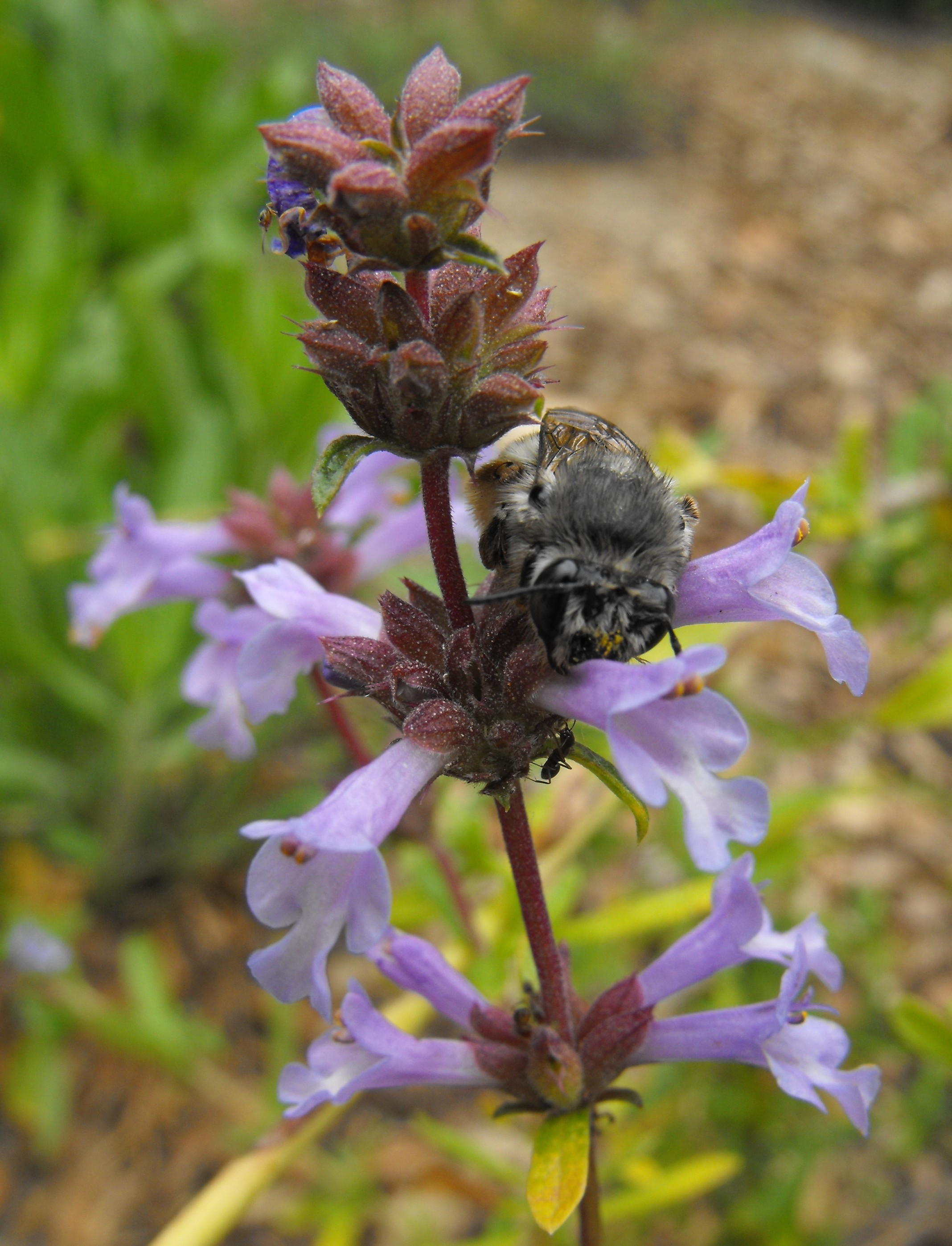